# Gare de Château-du-Loir
La gare de Château-du-Loir est une gare ferroviaire française de la ligne de Tours au Mans, située sur le territoire de la commune de Montval-sur-Loir, commune nouvelle qui intègre le territoire de l'ancienne commune de Château-du-Loir, dans le département de la Sarthe en région Pays de la Loire.
Elle est mise en service en 1858 par la Compagnie du Chemin de fer de Paris à Orléans (PO). C'est aujourd'hui une gare de la Société nationale des chemins de fer français (SNCF), desservie par des trains express régionaux TER Pays de la Loire et TER Centre-Val de Loire.

## Situation ferroviaire

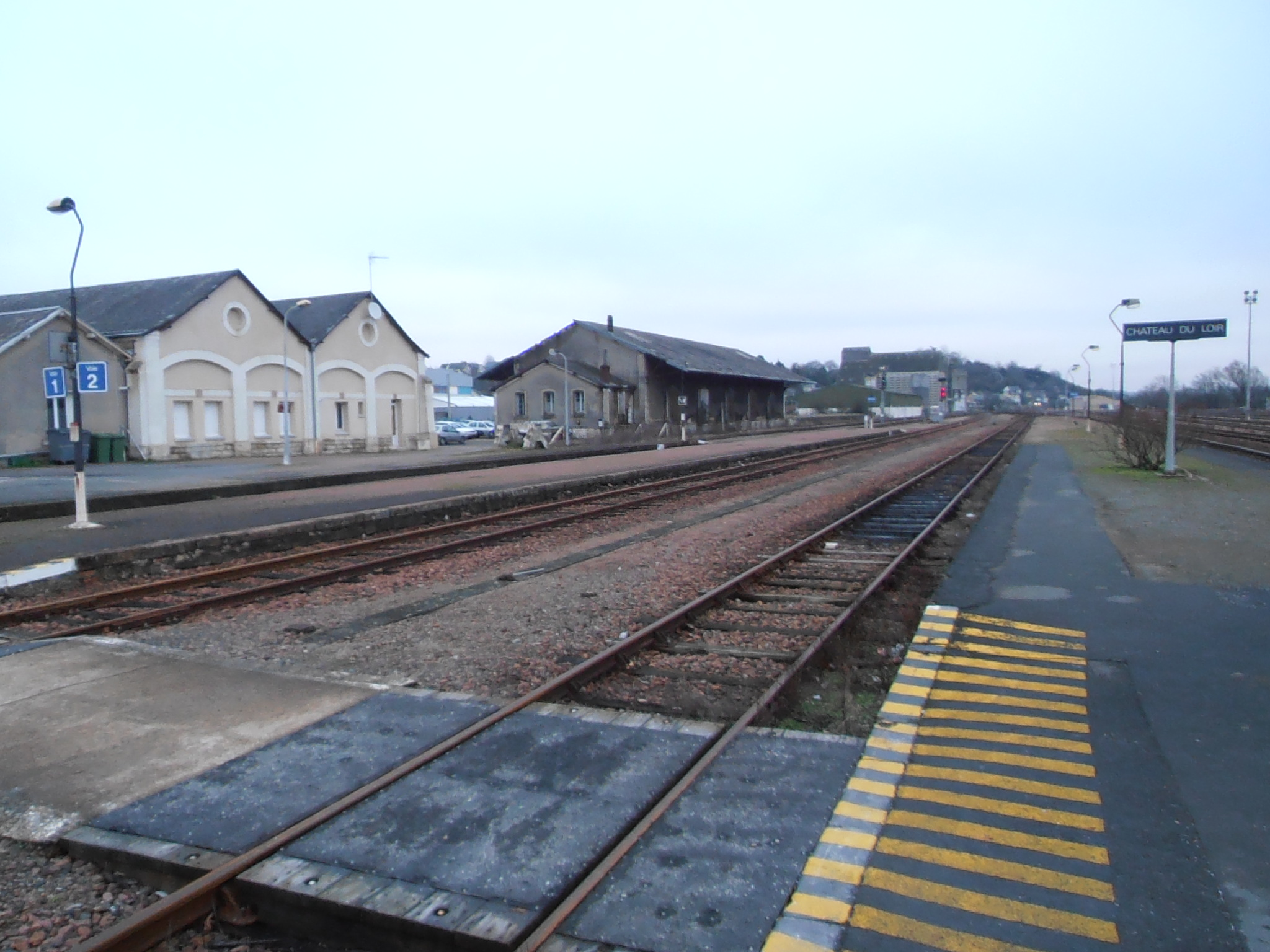
Les voies en direction de Tours et l'ancienne hall de marchandise

La gare de Château-du-Loir est située à la bifurcation des lignes Tours - Le Mans et Chartres - Bordeaux-Saint-Jean.

## Histoire

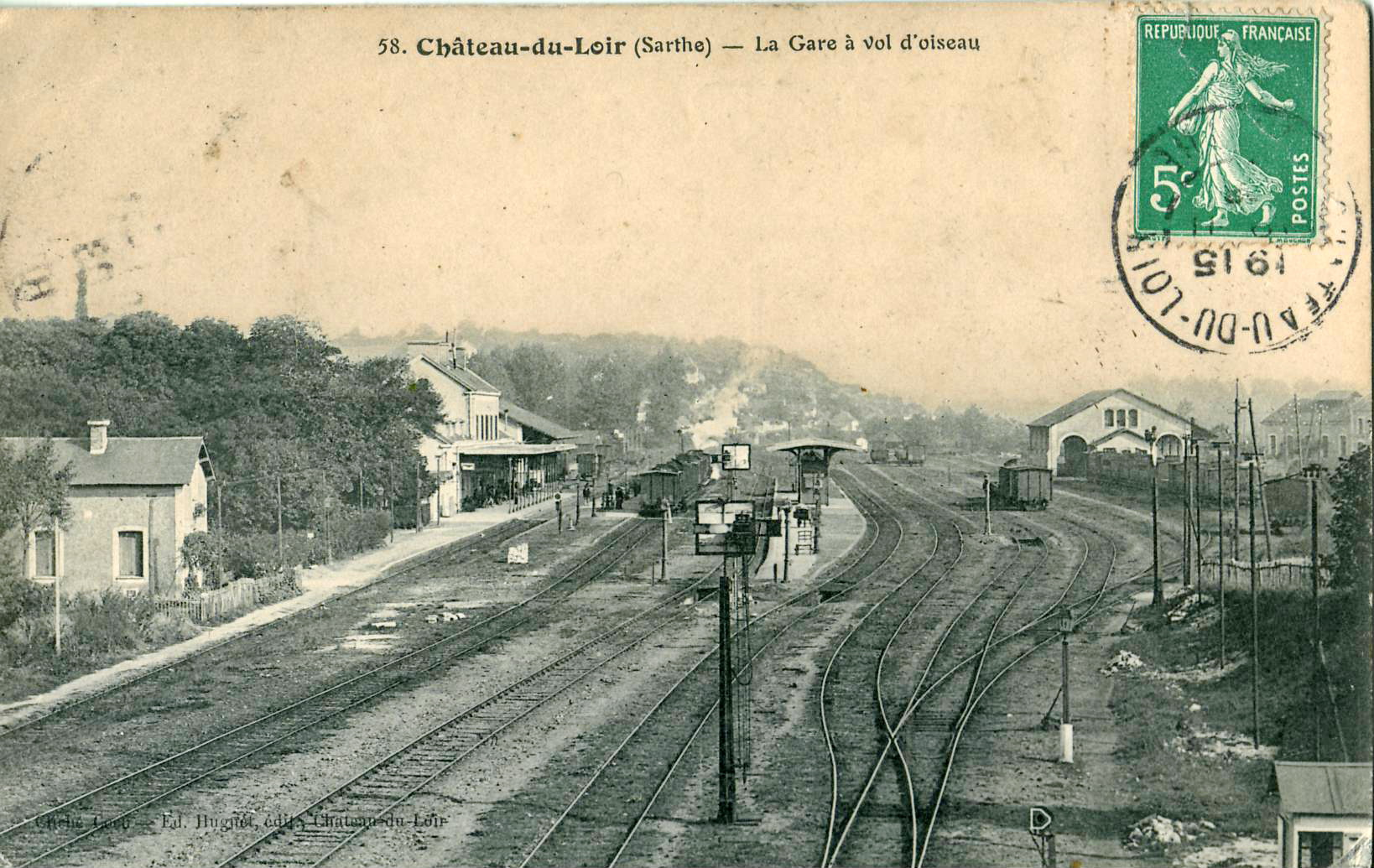
La gare, vers 1908

Sur la commune de Château-du-Loir qui compte alors 3 080 habitants, la Compagnie du chemin de fer de Paris à Orléans (PO) établit une station de deuxième catégorie qui adopte le nom qui était alors celui de la commune et qu'elle met en service avec sa ligne de Tours au Mans le 19 juillet 1858.
Juste à côté de la gare, est établie la rotonde ferroviaire de Montabon. C'est un bâtiment classé, en cours de restauration par l'association RVFL.

## Service des voyageurs

### Accueil
Gare SNCF, elle dispose d'un bâtiment voyageurs avec guichets ouverts tous les jours. Elle est équipée d'automates pour la vente de titres de transport TER.

### Dessertes
Château-du-Loir est desservie par l'ensemble des trains TER Pays de la Loire et TER Centre-Val de Loire circulant entre Tours et Le Mans, voire Caen.